# Avril 2013
Avril 2013 est le 4e mois de l'année 2013.

## Événements
- 3 avril : ouverture, pour une durée de 5 jours, de l'édition 2013 du plus important festival lesbien au monde, le Club Skirts Dinah Shore Weekend[1].

- 4 avril : l'Agence Chine nouvelle instaure une communication de crise concernant les développements du virus grippal H7N9 sur les trois provinces entourant Shanghai.

- 7 avril : Super GT : Masataka Yanagida et Ronnie Quintarelli remportent la course d'Okayama.

- 9 avril : un séisme de magnitude de 6,3 sur l'échelle de Richter s'est produit près de la ville de Bouchehr dans le sud-est de l'Iran[2].

- 10 avril : un texte légalisant le mariage homosexuel en Uruguay est adopté par le Parlement avant d'être promulgué par le président José Mujica[3],[4].

- 10 avril au 14 avril : WRC avec le rallye du Portugal 2013.

- 12 avril : attentat à Kidal, au Mali.

- 13 avril : première course de la saison en European Le Mans Series avec les 3 Heures de Silverstone remportées pas Simon Dolan et Oliver Turvey sur une Zytek Z11SN-Nissan du Jota Sport.

- 14 avril :

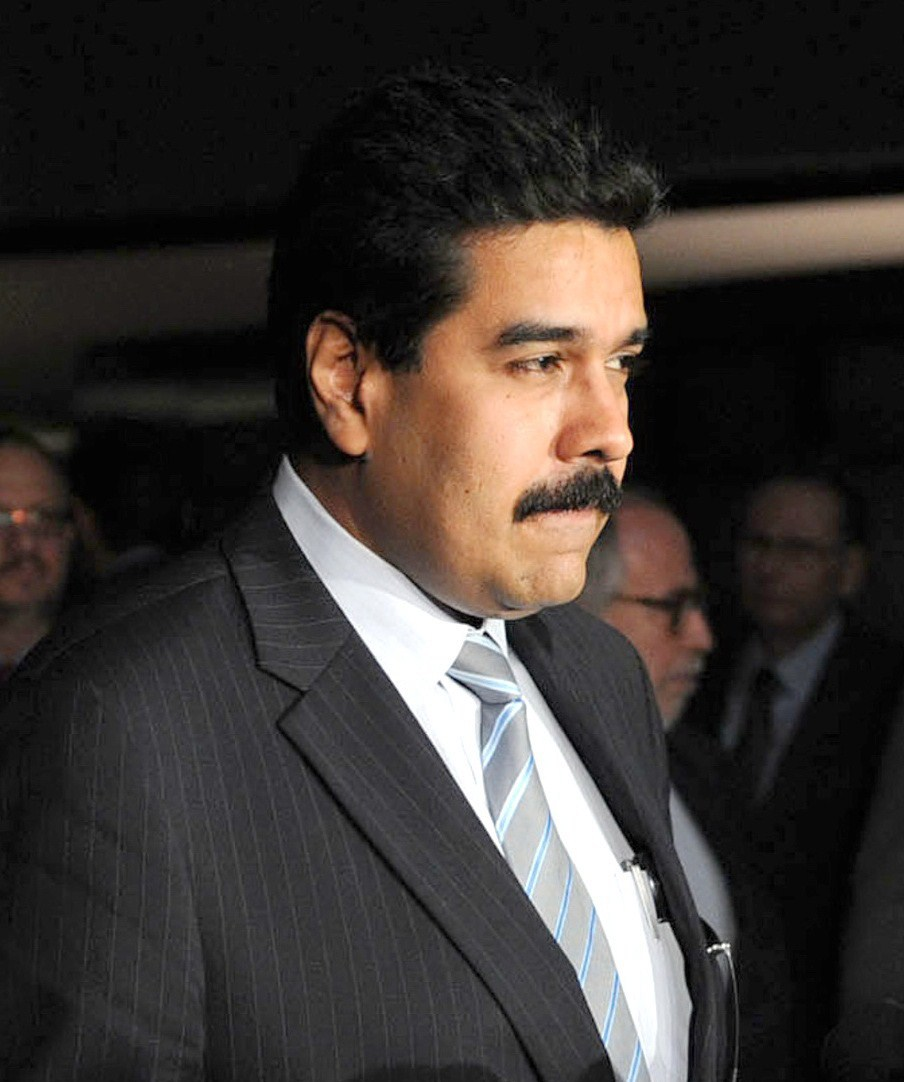
Nicolás Maduro, président élu du Vénézuela.

  - premières élections européennes en Croatie.
  - au Venezuela, Nicolás Maduro remporte l'élection présidentielle. Son adversaire, Henrique Capriles Radonski conteste les résultats[5].
  - Formule 1 avec le Grand Prix automobile de Chine 2013 remporté par Fernando Alonso sur Ferrari.
  - Première course de la saison en Championnat du monde d'endurance FIA avec les 6 Heures de Silverstone remportée par Allan McNish, Tom Kristensen et Loïc Duval.
  - Première course de la saison en Blancpain Endurance Series sur l'Autodromo Nazionale di Monza remportée par César Ramos, Davide Rigon et Daniel Zampieri

- 15 avril : deux bombes explosent lors du marathon de Boston faisant 3 morts et 170 blessés[6].

- 16 avril :
  - la Première ministre de la Colombie-Britannique Christy Clark annonce des élections générales pour le 14 mai.
  - un séisme de magnitude de 7,8 sur l'échelle de Richter dans la province de Sistan-et-Balouchistan près de la frontière entre l'Iran et le Pakistan provoque le décès de 34 personnes au Pakistan[7].

- 17 avril : un incendie provoque l'explosion de la West Fertilizer Company près de la ville de Waco au Texas (États-Unis)[8].

- 20 avril :
  - un séisme d'une magnitude de 6,6 sur l'échelle de Richter a secoué le district de Lushan dans le sud-ouest de la Chine[9].
  - le président de la République italienne, Giorgio Napolitano, est le premier président reconduit pour un second mandat par les parlementaires et délégués régionaux italiens.
  - ALMS : Lucas Luhr et Klaus Graf remportent le Grand Prix de Long Beach.

- 20 au 21 avril : 87e édition du Bol d'or, première des quatre manches du Championnat du monde d'endurance moto, sur le circuit de Nevers Magny-Cours, en France.

- 21 avril : 
  - Formule 1 avec le Grand Prix automobile de Bahreïn 2013.
  - élections générales au Paraguay, Horacio Cartes est élu président.

- 22 avril : en Chine, la grippe A H7N9 passe la barre des 100 cas[10].

- 23 avril : le Parlement français a officiellement adopté la loi ouvrant le mariage et l'adoption aux couples du même sexe à 331 voix contre 225.

- 24 avril : au Bangladesh, l’effondrement du Rana Plaza abritant des ateliers de confection fait plus de 1 100 morts et un millier de blessés[11].

- 25 avril : éclipse lunaire.

- 27 avril : en Italie, formation du gouvernement Letta présidé par Enrico Letta[12].

- 29 avril :

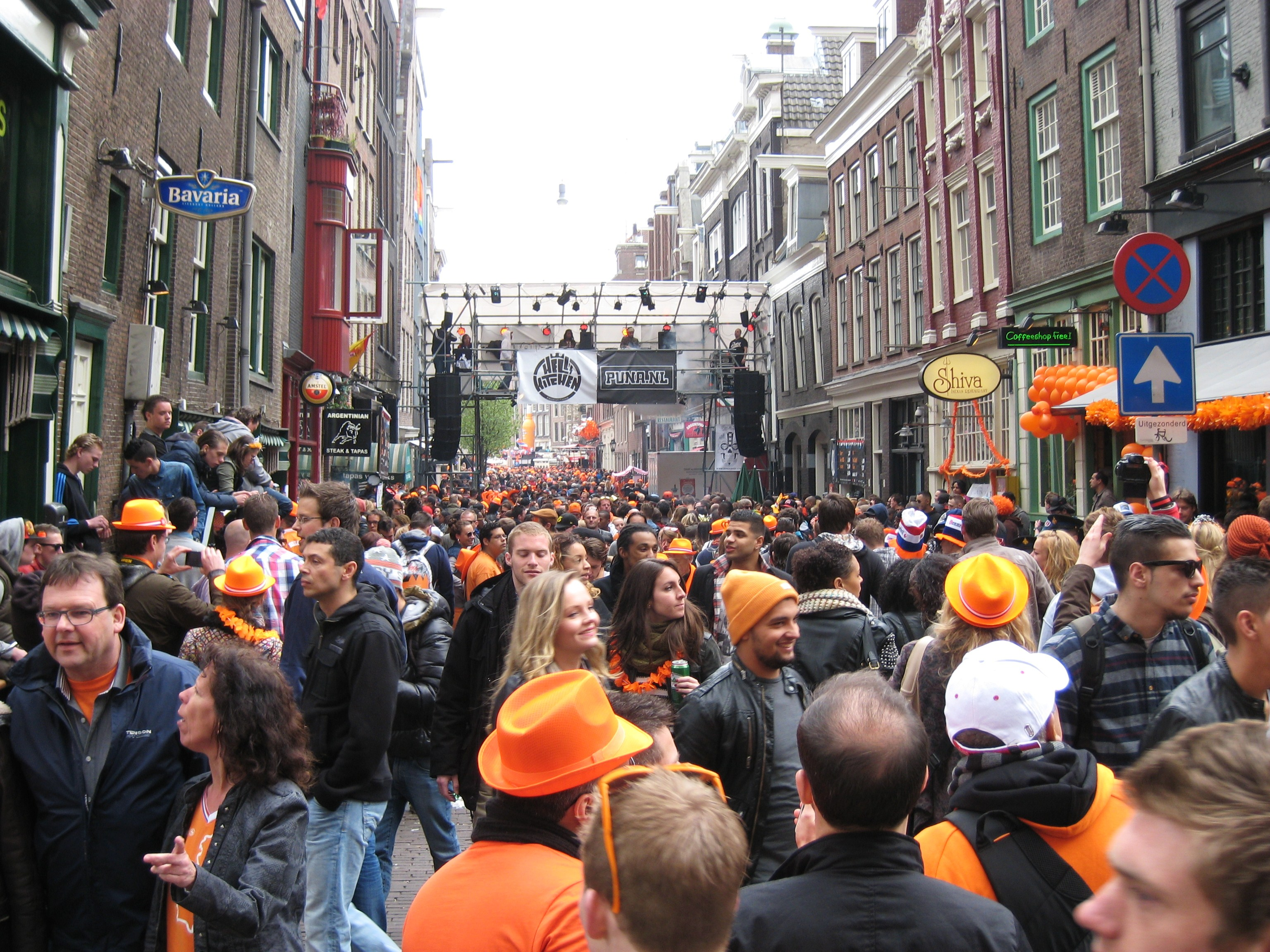
Fête à Amsterdam pour l'investiture du nouveau roi.

  - fin de la mission du télescope spatial Herschel, satellite d'observations infrarouges, après qu’il a utilisé tout son hélium liquide[13]
  - le tribunal constitutionnel de Bolivie autorise le président Evo Morales à briguer un 3e mandat, alors que la constitution n'autorise que 2 mandats[14].
  - Super GT : Kazuki Nakajima et James Rossiter remportent la course de Fuji.

- 30 avril : abdication de la reine néerlandaise Beatrix, suivie de l'intronisation de son fils, Willem-Alexander[15].